# Texas Alexander
Algernon Alexander, dit Texas Alexander, probablement né à Jewett (Texas) le 12 septembre 1900, mort à Richards (Texas) le 16 avril 1954, est un chanteur américain de blues.

## Biographie
La carrière de Texas Alexander commence dans la région de la rivière Brazos, où il accompagne notamment Blind Lemon Jefferson. Vers 1924, il est accompagné de son jeune cousin Lightnin' Hopkins. Il commence à enregistrer à partir de 1927 à New York, San Antonio ou Fort Worth pour les labels Okeh Records et Vocalion, entre autres.
En novembre 1928, il enregistre The Risin' Sun qui a parfois été considérée, par erreur, comme la plus ancienne version de The House of the Rising Sun : seuls les titres sont identiques.
Alexander ne jouant d'aucun instrument, il s'entoure au fil de sa carrière de musiciens prestigieux comme King Oliver, Eddie Lang, Lonnie Johnson, les Mississippi Sheiks ou son cousin Lightnin' Hopkins.
En 1940, il est incarcéré pour le meurtre de sa femme à la prison de Paris (Texas), où il reste cinq ans. Sa carrière se poursuit à sa sortie. Son dernier enregistrement date de 1950.
Texas Alexander meurt à l'âge de 53 ans des suites d'une syphilis.

## Discographie
Intégralement disponible sur Texas Alexander vol. 1,2 et 3 (Matchbox).

## Sources
1. ↑  (en) Alan Lee Haworth, « Hopkins, Sam [Lightnin'] », sur Site du Texas State Historical Association (consulté le 3 février 2019)
2. ↑  (en) Larry Birnbaum, Before Elvis : The Prehistory of Rock 'n' Roll, Lanham, Md., Scarecrow Press Inc., 2013, 474 p. (ISBN 978-0-8108-8628-5, lire en ligne), p. 83
3. ↑  (en) Steve Sullivan, Encyclopedia of Great Popular Song Recordings, vol. 1 et 2, Lanham, Scarecrow Press, 2013, 1030 p. (ISBN 978-0-8108-8295-9, lire en ligne), p. 98-99
4. ↑  (en) Bob Eagle et Eric S. LeBlanc, Blues : A Regional Experience, Santa Barbara, California, Praeger, 2013, 365 p. (ISBN 978-0-313-34423-7, lire en ligne), p. 293

- (en) Cet article est partiellement ou en totalité issu de l’article de Wikipédia en anglais intitulé « Alger "Texas" Alexander » (voir la liste des auteurs).